# Girl Gone Wild
Pour les articles homonymes, voir Girls Gone Wild.
Singles de Madonna
Give Me All Your Luvin'
(2012) Masterpiece
(2012)
Pistes de MDNA
Gang Bang
(2)
Girl Gone Wild est une chanson de l'artiste américaine Madonna extrait de son douzième album  MDNA. Il est sorti le 2 mars 2012 comme second single de l'album. Le clip, dans lequel apparaît le groupe Kazaky, est inspiré de ses précédentes vidéos comme celles de Human Nature ou encore de Erotica et a été réalisé par les photographes de mode Mert Alas et Marcus Piggot.
En 2017, l'artiste franco-japonais Barnabitch sample le morceau et le rebaptise Luna Gone Wild, en référence à la chienne enragée de son voisin sur laquelle il fantasme.

## Liste des titres
| 1. | Girl Gone Wild                        | 3:43 |
| 2. | Girl Gone Wild (Justin Cognito Remix) | 4:48 |

| 1. | Girl Gone Wild (Madonna vs Avicii - Avicii's UMF Mix) | 5:16 |
| 2. | Girl Gone Wild (Dave Audé Remix)                      | 8:05 |
| 3. | Girl Gone Wild (Justin Cognito Remix)                 | 4:48 |
| 4. | Girl Gone Wild (Kim Fai Remix)                        | 6:33 |
| 5. | Girl Gone Wild (Lucky Date Remix)                     | 5:06 |
| 6. | Girl Gone Wild (Offer Nissim Remix)                   | 6:49 |
| 7. | Girl Gone Wild (Dada Life Remix)                      | 5:15 |
| 8. | Girl Gone Wild (Rebirth Remix)                        | 6:49 |

## Classement par pays
| Classement (2012)                         | Meilleure position |
| ----------------------------------------- | ------------------ |
| Australie (ARIA Singles Chart)            | 93                 |
| Belgique (Flandre Ultratop 50 Singles)    | 25                 |
| Belgique (Wallonie Ultratop 50 Singles)   | 28                 |
| Brésil (Hot 100)                          | 40                 |
| Brésil (Hot Pop Songs)                    | 9                  |
| Canada (Hot 100)                          | 42                 |
| Croatie (Airplay Radio Chart)             | 73                 |
| Espagne (PROMUSICAE)                      | 7                  |
| États-Unis Bubbling Under Hot 100 Singles | 6                  |
| États-Unis Pop Songs                      | 38                 |
| États-Unis Hot Dance Club Songs           | 1                  |
| Finlande (Suomen virallinen lista)        | 13                 |
| France (Top 50)                           | 13                 |
| Hongrie (Single Top 40)                   | 4                  |
| Israël (Media Forest)                     | 8                  |
| Italie (FIMI)                             | 4                  |
| Japon (Japan Hot 100)[réf. nécessaire]    | 17                 |
| Mexique Airplay Chart                     | 44                 |
| Pays-Bas (Single Top 100)                 | 66                 |
| Tchéquie (IFPI Rádio)                     | 85                 |
| Roumanie (Romanian Top 100)               | 86                 |
| Royaume-Uni UK Singles Chart              | 73                 |
| Russie (Digital Chart)                    | 5                  |
| Slovaquie (IFPI Rádio)                    | 10                 |

## Historique de sortie
| Pays           | Date          | Format                       | Label                                 |
| -------------- | ------------- | ---------------------------- | ------------------------------------- |
| Canada         | 2 mars 2012   | Téléchargement digital       | Universal Music (Interscope, Polydor) |
| Mexique        | 2 mars 2012   | Téléchargement digital       | Universal Music (Interscope, Polydor) |
| États-Unis     | 2 mars 2012   | Téléchargement digital       | Universal Music (Interscope, Polydor) |
| Reste du monde | 19 mars 2012  | Téléchargement digital       | Universal Music (Interscope, Polydor) |
| États-Unis     | 27 mars 2012  | Diffusion radio              | Universal Music (Interscope, Polydor) |
| Europe         | 17 avril 2012 | Sortie physique en CD Single | Universal Music (Interscope, Polydor) |